# 유건 (광양경왕)
광양경왕 유건(廣陽頃王 劉建, ? ~ 기원전 45년)은 중국 전한의 황족이자 제후왕으로, 연나라의 후신 광양나라의 초대 왕이다. 마지막 연왕 연날왕 유단의 아들이다.
원래는 연나라의 태자로, 아버지 연날왕이 모반을 꾀하다 발각됐으나 자결해, 사면을 받아 서인이 됐다. 선제가 즉위하면서 아버지와 마찬가지로 모반을 일으켰다 죽은 숙부 광릉여왕 유서의 옛 태자인 유패와 함께 본시 원년(기원전 73년)에 왕으로 봉해져 광양 땅을 받았다. 광양경왕 29년(기원전 45년)에 죽어 아들 광양목왕 유순이 계승했다.

## 가계
- 연날왕 유단
  - 광양경왕 유건
    - 광양목왕 유순
    - 임향경후 유운
    - 서향경후 유용
    - 양향사후 유발
    - 익창경후 유영

임향경후 ~ 양향사후는 초원 5년(기원전 44년) 6월에, 익창경후는 영광 3년(기원전 41년) 3월에 봉해졌다. 모두 탁군에서 봉토를 받았다.